# Riniken
Riniken es una comuna suiza del cantón de Argovia, situada en el distrito de Brugg. Limita al norte con Remigen, al este con Rüfenach, al sur con Brugg, y al oeste con Bözberg.

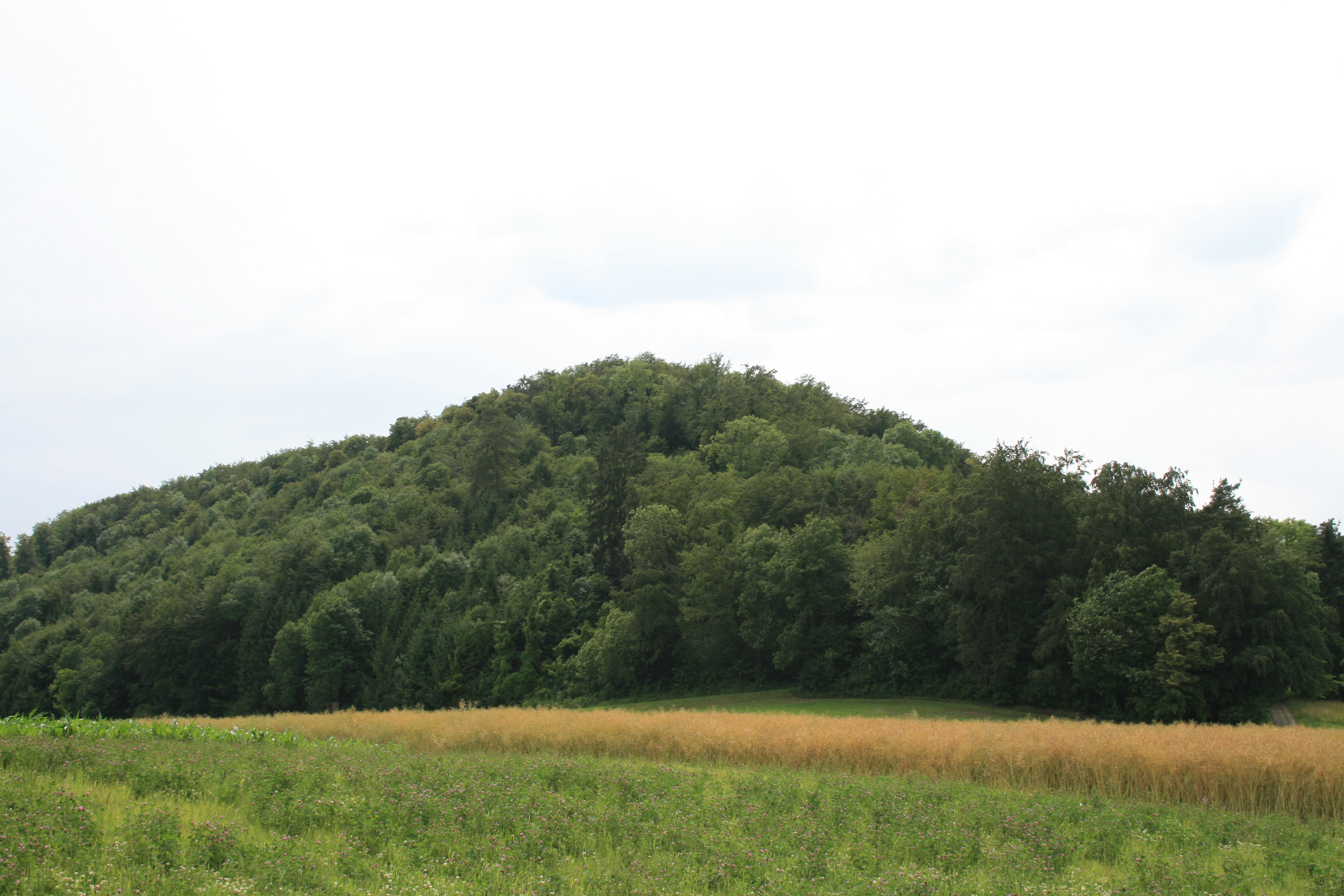
Vista de Riniken.